# HSG Augustdorf/Hövelhof
Die HSG Augustdorf/Hövelhof war bis 2020 eine Handballspielgemeinschaft aus Ostwestfalen-Lippe mit 350 Mitgliedern. Der Handballverein setzte sich aus den Handballabteilungen der TuSG Augustdorf und HC Hövelhof zusammen.

## Geschichte
Die Handballspielgemeinschaft wurde 1994 gegründet und startete im selben Jahr den Ligaspielbetrieb. Ab der Saison 2002/03 spielte die HSG in der 2. Handball-Bundesliga Nord. Der Aufstieg in die 2. Bundesliga ist der größte Erfolg des Vereins. Im Februar 2007 meldete der Verein Insolvenz an. Die Saison 2006/07 schloss die HSG auf dem letzten Tabellenplatz ab. Es folgte der Abstieg in die Regionalliga und in der darauffolgenden Saison der Abstieg in die Oberliga.
Bei dem Auswärtsspiel gegen die HSG Handball Lemgo 2 in der Lipperlandhalle wurde am 5. November 2010 mit 2585 Zuschauern ein neuer Rekord in der Oberliga aufgestellt. Das Spiel gewann die HSG mit 31:24 (12:13).
Zum Ende der Saison 2017/2018 entschied sich der wirtschaftliche Träger der Oberligamannschaft, die HSG Augustdorf/Hövelhof Betriebs- u. Vermarktungs GmbH & Co. KG, dazu, den Spielbetrieb in der Oberliga aufzugeben. Sie beteiligte sich gemeinsam mit der Handball Lemgo Spielbetriebs GmbH an der neu gegründeten Team HandbALL Augustdorf - Lemgo - Lippe Verwaltungs-GmbH. Diese neue Gesellschaft übernimmt wiederum den wirtschaftlichen Spielbetrieb der zweiten Herrenmannschaft der HSG Handball Lemgo in der 3. Liga.
Im Jahr 2020 wurde die Spielgemeinschaft umstrukturiert und umbenannt in SG Sandhasen – Augustdorf – Hövelhof.

## Hallen
Die 1. Mannschaft der HSG Augustdorf/Hövelhof trug ihre Heimspiele in der wineo-Arena (früher: Witex-Halle) in Augustdorf aus. Die wineo-Arena wurde 2002 gebaut und verfügt über 800 Sitz- und 400 Stehplätze. Alle anderen Mannschaften trugen ihre Heimspiele entweder in Hövelhof oder in der wineo-Arena aus.
Bis zur Fertigstellung der wineo-Arena wurden die Heimspiele in Augustdorf in der Sporthalle am Inselweg ausgetragen, welche Platz für 300 Zuschauer hat.
Bei den Heimspielen wurde die HSG in der 2. Bundesliga Nord vom Fanclub „Die Sandhasen“ und den Cheerleadern der TuSG Augustdorf angefeuert.

## Mannschaft
Die 1. Mannschaft der HSG Augustdorf/Hövelhof spielte von 2002 bis 2007 in der 2. Bundesliga Nord und schloss die ersten drei Spielzeiten mit jeweils 34:34 Punkten ab. 2003 löste Diethard von Boenigk den bisherigen Trainer Heiko Bonath ab, der seine Karriere beendete.
In der Vergangenheit waren folgende Spieler mit einem Doppelspielrecht ausgestattet:
- 2002–2005: Matthias Struck
- 2002–2004: Rolf Hermann
- 2003–2006: Rico Bonath
- 2003: Sven-Sören Christophersen
- 2003–2007: René Selke
- 2006–2007: André Kropp

## Bekannte Spieler
- Lutz Grosser
- Rolf Hermann
- Robert Hedin
- Rüdiger Traub
- Henry Blatter